# Synagoga we Włocławku
Synagoga we Włocławku – gminny dom modlitwy znajdujący się we Włocławku, na rogu ulic Królewieckiej i Złotej.
Synagoga została założona w 1945 roku, po utworzeniu Kongregacji Wyznania Mojżeszowego we Włocławku w dawnym budynku stróża Nowej Wielkiej Synagogi. Nabożeństwa odprawiał obywatel Kluska. 
Synagoga została zamknięta zaraz po likwidacji kongregacji, co było wynikiem antysemickiej kampanii podczas wydarzeń marcowych.
Ulicę Złotą przemianowano na pewien czas na ul. Bohaterów Getta Warszawskiego, ostatecznie powrócono jednak do przedwojennej nazwy ulicy.